# Gnophos dorkadiaria
Gnophos dorkadiaria là một loài bướm đêm trong họ Geometridae.